# Lista de abelhas-sem-ferrão do Brasil
Conheça as espécies de abelhas indígenas sem ferrão nativas do Brasil pertencentes a Tribo Meliponini.

## Lista de espécies brasileiras
| Gêneros        | Subgêneros | Espécies                                                  | Nome comum | Ocorrência (UF)                                                                    | Conservação         | Pesquisador               |
| -------------- | ---------- | --------------------------------------------------------- | --- | ---------------------------------------------------------------------------------- | ------------------- | ------------------------- |
| Aparatrigona   |            | Aparatrigona impunctata                                   | abelha-de-cupim | AC, AP, AM, MT, PA, RO, RR                                                         | LC                  | Ducke, 1916               |
| Camargoia      |            | Camargoia camargoi                                        | | AP, AM                                                                             | LC                  | Moure, 1989               |
| Camargoia      |            | Camargoia nordestina                                      | mombuca-vermelha, moça-branca | CE, PI, TO                                                                         | LC                  | Camargo, 1996             |
| Camargoia      |            | Camargoia pilicornis                                      | mombuca-vermelha, moça-branca | MA, PA                                                                             | DD                  | Ducke, 1910               |
| Celetrigona    |            | Celetrigona euclydiana                                    | Celetrigona euclydiana | AC                                                                                 | LC                  | Camargo & Pedro, 2009     |
| Celetrigona    |            | Celetrigona hirsuticornis                                 | Celetrigona hirsuticornis | AC, AM, MT                                                                         | LC                  | Camargo & Pedro, 2009     |
| Celetrigona    |            | Celetrigona longicornis                                   | Celetrigona longicornis | AM, GO, MA, MT, PA, RO                                                             | LC                  | Friese, 1903              |
| Celetrigona    |            | Celetrigona manauara                                      | Celetrigona manauara | AP, AM, PA                                                                         | LC                  | Camargo & Pedro, 2009     |
| Cephalotrigona |            | Cephalotrigona capitata                                   | mombucão, abelha-papaterra, currunchos, guare-negra, mombuca, eiruzú, negrito, eirusú, eirusú-grande, mumbuca, bombuca, jiu-butu | AP, CE, ES, MT, MG, PR, PA, SC, SP                                                 | LC                  | Smith, 1854               |
| Cephalotrigona |            | Cephalotrigona femorata                                   | mombuquinha, mombucão-amazonense | AP, AM, MA, PA, RO                                                                 | LC                  | Smith, 1854               |
| Dolichotrigona |            | Dolichotrigona browni                                     | Dolichotrigona browni | AC, MT, RO                                                                         | LC                  | Camargo & Pedro, 2005     |
| Dolichotrigona |            | Dolichotrigona clavicornis                                | Dolichotrigona clavicornis | AC                                                                                 | LC                  | Camargo & Pedro, 2005     |
| Dolichotrigona |            | Dolichotrigona longitarsis                                | Dolichotrigona longitarsis | AC, AM, MA, MT, PA, RO                                                             | LC                  | Ducke, 1916               |
| Dolichotrigona |            | Dolichotrigona mendersoni                                 | Dolichotrigona mendersoni | AC, AM, RO                                                                         | LC                  | Camargo & Pedro, 2005     |
| Dolichotrigona |            | Dolichotrigona moratoi                                    | Dolichotrigona moratoi | AC, AM                                                                             | LC                  | Camargo & Pedro, 2005     |
| Dolichotrigona |            | Dolichotrigona rondoni                                    | Dolichotrigona rondoni | RO                                                                                 | LC                  | Camargo & Pedro, 2005     |
| Dolichotrigona |            | Dolichotrigona schulthessi                                | Dolichotrigona schulthessi |                                                                                    |                     |                           |
| Dolichotrigona |            | Dolichotrigona tavaresi                                   | Dolichotrigona tavaresi | AC, AM                                                                             | LC                  | Camargo & Pedro, 2005     |
| Duckeola       |            | Duckeola ghilianii                                        | caçadora-de-limão | AP, AM, MT, PA                                                                     | LC                  | Spinola, 1853             |
| Duckeola       |            | Duckeola pavani                                           | Duckeola pavani | AM                                                                                 | LC                  | Moure, 1963               |
| Friesella      |            | Friesella schrottkyi                                      | mirim-preguiça, lambe-suor, abelha-mosquito | ES, MG, PR, SP                                                                     | LC                  | Friese, 1900              |
| Frieseomelitta |            | Frieseomelitta dispar                                     | Frieseomelitta dispar | BA, ES, MG, PB                                                                     | DD                  | Moure, 1950               |
| Frieseomelitta |            | Frieseomelitta doederleini                                | marmelada, zamboque, mané-de-abreu, moça-branca | BA, CE, MA, MT, MG, PB, PE, PI, RN                                                 | LC                  | Friese, 1900              |
| Frieseomelitta |            | Frieseomelitta flavicornis                                | moça-branca, marmelada-amarela-mansa | AP, AM, PA, RR                                                                     | LC                  | Fabricius, 1798           |
| Frieseomelitta |            | Frieseomelitta francoi                                    | moça-branca, caveca | BA, ES, PB, PE, SE                                                                 | LC                  | Moure, 1946               |
| Frieseomelitta |            | Frieseomelitta freiremaiai                                | perna-longa | BA, ES                                                                             | DD                  | Moure, 1963               |
| Frieseomelitta |            | Frieseomelitta languida                                   | mocinha-preta, marmelada-negra | BA, GO, MG, SP                                                                     | LC                  | Moure, 1990               |
| Frieseomelitta |            | Frieseomelitta longipes                                   | cacho-de-uva | PA                                                                                 | LC                  | Smith, 1854               |
| Frieseomelitta |            | Frieseomelitta paranigra                                  | Frieseomelitta paranigra | AM                                                                                 | LC                  | Schwarz, 1940             |
| Frieseomelitta |            | Frieseomelitta portoi                                     | Frieseomelitta portoi | AM, MA, PA                                                                         | LC                  | Friese, 1900              |
| Frieseomelitta |            | Frieseomelitta meadewaldoi                                | Frieseomelitta meadewaldoi | BR                                                                                 | NE                  |                           |
| Frieseomelitta |            | Frieseomelitta silvestrii                                 | mocinha-preta, moça-preta, Marmelada, marmelada-negra, marmelada-preta, jatai-pretinha, yateí-pretello | MT, RO                                                                             | LC                  |                           |
| Frieseomelitta |            | Frieseomelitta trichocerata                               | moça-branca, mosquito | AP, AM, PA, RO                                                                     | LC                  | Friese, 1902              |
| Frieseomelitta |            | Frieseomelitta varia                                      | marmelada-amarela, miguel-de-breu, manoel-de-breu, manoel-d'abreu, moça-branca, marmelada-amarela-brava, mehnodjành | BA, GO, MT, MG, SP, TO                                                             | LC                  | Lepeletier, 1836          |
| Geniotrigona   |            | Geniotrigona incisa                                       | Geniotrigona incisa |                                                                                    |                     |                           |
| Geniotrigona   |            | Geniotrigona thoracica                                    | Geniotrigona thoracica |                                                                                    |                     | Moure, 1961               |
| Geotrigona     |            | Geotrigona acapulconis                                    | Geotrigona acapulconis |                                                                                    |                     |                           |
| Geotrigona     |            | Geotrigona aequinoctialis                                 | Geotrigona aequinoctialis | CE, MA, PA                                                                         | LC                  | Ducke, 1925               |
| Geotrigona     |            | Geotrigona argentina                                      | Geotrigona argentina |                                                                                    |                     |                           |
| Geotrigona     |            | Geotrigona chiriquiensis                                  | Geotrigona chiriquiensis |                                                                                    |                     |                           |
| Geotrigona     |            | Geotrigona fulvatra                                       | Geotrigona fulvatra |                                                                                    |                     |                           |
| Geotrigona     |            | Geotrigona fulvohirta                                     | Geotrigona fulvohirta | AC, AM                                                                             | LC                  | Friese, 1900              |
| Geotrigona     |            | Geotrigona fumipennis                                     | Geotrigona fumipennis |                                                                                    |                     |                           |
| Geotrigona     |            | Geotrigona inusitata                                      | guira, aguirá, iruçu |                                                                                    |                     |                           |
| Geotrigona     |            | Geotrigona joearroyoi                                     | Geotrigona joearroyoi |                                                                                    |                     |                           |
| Geotrigona     |            | Geotrigona kaba                                           | Geotrigona kaba |                                                                                    |                     |                           |
| Geotrigona     |            | Geotrigona kraussi                                        | Geotrigona kraussi |                                                                                    |                     |                           |
| Geotrigona     |            | Geotrigona kwyrakai                                       | Geotrigona kwyrakai | PA, RO                                                                             | NE                  |                           |
| Geotrigona     |            | Geotrigona leucogastra                                    | Geotrigona leucogastra |                                                                                    |                     |                           |
| Geotrigona     |            | Geotrigona lutzi                                          | Geotrigona lutzi |                                                                                    |                     |                           |
| Geotrigona     |            | Geotrigona mattogrossensis                                | Geotrigona mattogrossensis | MT, PA, RO                                                                         | LC                  | Ducke, 1925               |
| Geotrigona     |            | Geotrigona mombuca                                        | mombuca, quira, guira, papaterra, guiruçu, iruçu-mineiro | BA, GO, MA, MT, MS, MG, PA, PI, SP, TO                                             | LC                  | Smith, 1863               |
| Geotrigona     |            | Geotrigona subfulva                                       | Geotrigona subfulva | AM                                                                                 | NE                  |                           |
| Geotrigona     |            | Geotrigona subgrisea                                      | Geotrigona subgrisea | RR                                                                                 | LC                  | Cockerell, 1920           |
| Geotrigona     |            | Geotrigona subnigra                                       | Geotrigona subnigra | AP, AM, PA                                                                         | LC                  | Schwarz, 1940             |
| Geotrigona     |            | Geotrigona subterranea                                    | uruçu-mineira | BA, MG, PR, SP                                                                     | LC                  | Friese, 1901              |
| Geotrigona     |            | Geotrigona tellurica                                      | Geotrigona tellurica |                                                                                    |                     |                           |
| Geotrigona     |            | Geotrigona terricola                                      | Geotrigona terricola |                                                                                    |                     |                           |
| Geotrigona     |            | Geotrigona xanthopoda                                     | Geotrigona xanthopoda | PB                                                                                 | NT                  | Camargo & Moure, 1996     |
| Heterotrigona  |            | Heterotrigona itama                                       | Heterotrigona itama |                                                                                    |                     |                           |
| Homotrigona    |            | Homotrigona fimbriata                                     | Homotrigona fimbriata |                                                                                    |                     |                           |
| Lestrimelitta  |            | Lestrimelitta catira                                      | Lestrimelitta catira |                                                                                    |                     | Gonzalez & Griswold, 2012 |
| Lestrimelitta  |            | Lestrimelitta chacoana                                    | Lestrimelitta chacoana |                                                                                    |                     | Roig-Alsina, 2010         |
| Lestrimelitta  |            | Lestrimelitta chamelenis                                  | Lestrimelitta chamelenis |                                                                                    |                     | Ayala, 1999               |
| Lestrimelitta  |            | Lestrimelitta ciliata                                     | Lestrimelitta ciliata | PA                                                                                 | LC                  | Marchi & Melo, 2006       |
| Lestrimelitta  |            | Lestrimelitta danuncia                                    | Lestrimelitta danuncia |                                                                                    |                     | Oliveira & Marchi, 2005   |
| Lestrimelitta  |            | Lestrimelitta ehrhardti                                   | Lestrimelitta ehrhardti | ES, MG, PR, RJ, SC, SP                                                             | DD                  | Friese, 1931              |
| Lestrimelitta  |            | Lestrimelitta glaberrima                                  | Lestrimelitta glaberrima | AP                                                                                 | LC                  | Oliveira & Marchi, 2005   |
| Lestrimelitta  |            | Lestrimelitta glabrata                                    | Lestrimelitta glabrata | AC, AM, MT, RR                                                                     | LC                  | Camargo & Moure, 1990     |
| Lestrimelitta  |            | Lestrimelitta guyanensis                                  | Lestrimelitta guyanensis |                                                                                    |                     | Roubik, 1980              |
| Lestrimelitta  |            | Lestrimelitta huilensis                                   | Lestrimelitta huilensis |                                                                                    |                     | Gonzalez & Griswold, 2012 |
| Lestrimelitta  |            | Lestrimelitta limao                                       | iratim, irati, limão, abelha-limão, eira-aquaietá, eira-aquai-etá, eíra-quãyetâ, irati, iriti, irutim | BA, CE, DF, GO, MA, MG, RO, SP                                                     | LC                  | Smith, 1863               |
| Lestrimelitta  |            | Lestrimelitta maracaia                                    | Lestrimelitta maracaia | AM, RO, RR                                                                         | NE                  | Marchi & Melo, 2006       |
| Lestrimelitta  |            | Lestrimelitta monodonta                                   | Lestrimelitta monodonta | AM, MA, PA, RR                                                                     | LC                  | Camargo & Moure, 1990     |
| Lestrimelitta  |            | Lestrimelitta mourei                                      | Lestrimelitta mourei |                                                                                    |                     | Oliveira & Marchi, 2005   |
| Lestrimelitta  |            | Lestrimelitta nana                                        | Lestrimelitta nana | AP                                                                                 | DD                  | Melo, 2003                |
| Lestrimelitta  |            | Lestrimelitta niitkib                                     | Lestrimelitta niitkib |                                                                                    |                     | Ayala, 1999               |
| Lestrimelitta  |            | Lestrimelitta opita                                       | Lestrimelitta opita |                                                                                    |                     | Gonzalez & Griswold, 2012 |
| Lestrimelitta  |            | Lestrimelitta rufa                                        | Lestrimelitta rufa | AM, MT, PA, RO                                                                     | LC                  | Friese, 1903              |
| Lestrimelitta  |            | Lestrimelitta rufipes                                     | limão-vermelha, iraxim | AM, BA, CE, ES, GO, MA, MT, MG, PR, PA, PI, RS, RO, RR, SC, SP, TO                 | LC                  | Friese, 1903              |
| Lestrimelitta  |            | Lestrimelitta similis                                     | Lestrimelitta similis | PA                                                                                 | NE                  | Marchi & Melo, 2006       |
| Lestrimelitta  |            | Lestrimelitta spinosa                                     | Lestrimelitta spinosa | PA                                                                                 | NE                  | Marchi & Melo, 2007       |
| Lestrimelitta  |            | Lestrimelitta sulina                                      | eirá-ti, irá-tinga, iratí, coalati, eirati, eirachi, kuañeti, abelha-limão | PR, RS, SC                                                                         | NE                  | Marchi & Melo, 2008       |
| Lestrimelitta  |            | Lestrimelitta tropica                                     | Lestrimelitta tropica | BA, CE, RJ                                                                         | DD                  | Marchi & Melo, 2006       |
| Leurotrigona   |            | Leurotrigona gracilis                                     | Leurotrigona gracilis | AC, AM, RO                                                                         | NE                  |                           |
| Leurotrigona   |            | Leurotrigona muelleri                                     | mirim, lambe-olhos | BA, ES, GO, MA, MT, MS, MG, PR, PB, RO, SC, SP, TO                                 | LC                  | Friese, 1900              |
| Leurotrigona   |            | Leurotrigona pusilla                                      | lábios-de-morena | AP, AM, PA                                                                         | LC                  | Moure & Camargo etc, 1988 |
| Melipona       | Melipona   | Melipona (Melipona) favosa                                | Melipona (Melipona) favosa |                                                                                    | LC                  | Fabricius, 1798           |
| Melipona       | Melipona   | Melipona (Melipona) baeri                                 | Melipona (Melipona) baeri |                                                                                    |                     | Vachal, 1904              |
| Melipona       | Melipona   | Melipona (Melipona) lunulata                              | Melipona (Melipona) lunulata |                                                                                    |                     | Friese, 1900              |
| Melipona       | Melipona   | Melipona (Melipona) mandacaia                             | mandaçaia, uruçú-bahiana | AL, BA, CE, MG, PB, PE, PI, RN, SE                                                 | DD                  | Smith, 1863               |
| Melipona       | Melipona   | Melipona (Melipona) orbignyi                              | manduri-matogrosso, jandaira-matogrossense | MT, MS                                                                             | LC                  | Guérin, 1844              |
| Melipona       | Melipona   | Melipona (Melipona) peruviana                             | Melipona (Melipona) peruviana |                                                                                    |                     | Friese, 1900              |
| Melipona       | Melipona   | Melipona (Melipona) phenax                                | manduri-do-mato-grosso |                                                                                    | NE                  | Cockerell, 1919           |
| Melipona       | Melipona   | Melipona (Melipona) subnitida                             | jandaíra, uruçu | AL, BA, CE, MA, PB, PE, PI, RN, SE                                                 | DD                  | Ducke, 1910               |
| Melipona       | Melipona   | Melipona (Melipona) variegatipes                          | Melipona (Melipona) variegatipes |                                                                                    |                     | Gribodo, 1893             |
| Melipona       | Melipona   | Melipona (Melipona) fuscata                               | Melipona (Melipona) fuscata |                                                                                    |                     |                           |
| Melipona       | Melipona   | Melipona (Melipona) lupitae                               | Melipona (Melipona) lupitae |                                                                                    |                     |                           |
| Melipona       | Melipona   | Melipona (Melipona) quadrifasciata                        | mandaçaia, mandassaia, amanaçaí, amanaçaia, manaçaia-e-mandaçaia-grande, uruçu |                                                                                    | LC                  | Lepeletier, 1836          |
| Melipona       | Melipona   | Melipona (Melipona) quadrifasciata quadrifasciata         | mandaçaia, mandassaia, amanaçaí, amanaçaia, manaçaia-e-mandaçaia-grande, uruçu, mqq | MS, MG, PR, RS, RJ, SC, SP                                                         | NE                  | Lepeletier, 1836          |
| Melipona       | Melipona   | Melipona (Melipona) quadrifasciata anthidioides           | mandaçaia, mandassaia, amanaçaí, amanaçaia, manaçaia-e-mandaçaia-grande, uruçu, mqa | AL, BA, ES, GO, MS, MG, PB, PE, RJ, SE, SP                                         | NE                  | Lepeletier, 1836          |
| Melipona       | Melipona   | Melipona (Melipona) yucatanica                            | Melipona (Melipona) yucatanica |                                                                                    |                     |                           |
| Melipona       | Eomelipona | Melipona (Eomelipona) bicolor bicolor                     | Guarupu, fura-terra, garapu, graipu, guaraipo, guarapu, pé-de-pau, uruçu, Guirupu-(cor-telha/forma-ruiva), guaraipó | BA, ES, MG, RJ, SP                                                                 | LC                  | Lepeletier, 1836          |
| Melipona       | Eomelipona | Melipona (Eomelipona) bicolor schenki                     | Guaraipo-sulina, guarupu, curupú-(preta), pé-de-pau | PR, RS, RJ, SC, SP                                                                 | NE                  | Gribodo, 1893             |
| Melipona       | Eomelipona | Melipona (Eomelipona) concinnula                          | Melipona (Eomelipona) concinnula |                                                                                    |                     |                           |
| Melipona       | Eomelipona | Melipona (Eomelipona) ogilviei                            | Melipona (Eomelipona) ogilviei | AP, AM, PA, TO                                                                     | LC                  | Schwarz, 1932             |
| Melipona       | Eomelipona | Melipona (Eomelipona) puncticollis                        | uruçu-amarela-preguiça | AM, MA, PA                                                                         | LC                  |                           |
| Melipona       | Eomelipona | Melipona (Eomelipona) marginata                           | Melipona (Eomelipona) marginata |                                                                                    | LC                  |                           |
| Melipona       | Eomelipona | Melipona (Eomelipona) amazonica                           | juparazinha | AC, AP, AM, PA, RO                                                                 | LC                  | Schulz, 1905              |
| Melipona       | Eomelipona | Melipona (Eomelipona) asilvai                             | manduri-rajada, rajada | AL, BA, CE, ES, MG, PB, PE, PI, RN, SE                                             | LC                  | Moure, 1971               |
| Melipona       | Eomelipona | Melipona (Eomelipona) bradleyi                            | Melipona (Eomelipona) bradleyi | AP, AM, PA, RR                                                                     | LC                  | Schwarz, 1932             |
| Melipona       | Eomelipona | Melipona (Eomelipona) carrikeri                           | Melipona (Eomelipona) carrikeri |                                                                                    |                     |                           |
| Melipona       | Eomelipona | Melipona (Eomelipona) illustris                           | Melipona (Eomelipona) illustris | AM, MT, PA, RO                                                                     | LC                  | Schwarz, 1932             |
| Melipona       | Eomelipona | Melipona (Eomelipona) carioca                             | manduri-carioca |                                                                                    | NE                  |                           |
| Melipona       | Eomelipona | Melipona (Eomelipona) rufis                               | manduri-amarela |                                                                                    | NE                  |                           |
| Melipona       | Eomelipona | Melipona (Eomelipona) obscurior                           | Melipona (Eomelipona) obscurior | MT, PR, RS, SC, SP                                                                 | NE                  |                           |
| Melipona       | Eomelipona | Melipona (Eomelipona) schwarzi                            | Melipona (Eomelipona) schwarzi | AC, AM, MT, PA, RO                                                                 | LC                  | Moure, 1963               |
| Melipona       | Eomelipona | Melipona (Eomelipona) torrida                             | Melipona (Eomelipona) torrida |                                                                                    |                     |                           |
| Melipona       | Eomelipona | Melipona (Eomelipona) tumupasae                           | Melipona (Eomelipona) tumupasae | AC                                                                                 | LC                  | Schwarz, 1932             |
| Melipona       | Melikerria | Melipona (Melikerria) ambigua                             | Melipona (Melikerria) ambigua |                                                                                    |                     |                           |
| Melipona       | Melikerria | Melipona (Melikerria) compressipes                        | tiúba, uruçu-cinzenta | AP, AM, RR                                                                         | LC                  | Smith, 1854               |
| Melipona       | Melikerria | Melipona (Melikerria) manaosensis                         | jupará, jurupá, japará, jandaíra-negra-amazônia, tiuba, -uruçu-cinza, -jandaira-preta-de-manaus |                                                                                    | NE                  | Schwarz, 1932             |
| Melipona       | Melikerria | Melipona (Melikerria) fasciculata                         | uruçu-cinzenta-amazonia, tiúba-do-maranhão, tiúba, tuíba, uruçu-cinza | MA, MT, PA, PI, TO                                                                 | LC                  | Smith, 1854               |
| Melipona       | Melikerria | Melipona (Melikerria) grandis                             | Melipona (Melikerria) grandis | AC, AM, MT, RO                                                                     | LC                  | Guérin, 1844              |
| Melipona       | Melikerria | Melipona (Melikerria) interrupta                          | jandaíra, uruçu-mirim ou manduri | AP, AM, PA                                                                         | NE                  |                           |
| Melipona       | Melikerria | Melipona (Melikerria) insularis                           | Melipona (Melikerria) insularis |                                                                                    |                     |                           |
| Melipona       | Melikerria | Melipona (Melikerria) quinquefasciata                     | mandaçaia-da-terra, mandaçaia-do-chão, uruçu-do-chão | CE, DF, ES, GO, MT, MS, MG, PR, RS, RJ, RO, SC, SP                                 | LC                  | Lepeletier, 1836          |
| Melipona       | Melikerria | Melipona (Melikerria) salti                               | Melipona (Melikerria) salti |                                                                                    |                     |                           |
| Melipona       | Melikerria | Melipona (Melikerria) triplaridis                         | Melipona (Melikerria) triplaridis |                                                                                    |                     |                           |
| Melipona       | Michmelia  | Gênero:Melipona/Michmelia                                 | Melipona/Michmelia |                                                                                    |                     |                           |
| Melipona       | Michmelia  | Melipona (Michmelia) apiformis                            | Melipona (Michmelia) apiformis |                                                                                    |                     |                           |
| Melipona       | Michmelia  | Melipona (Michmelia) belizeae                             | Melipona (Michmelia) belizeae |                                                                                    |                     |                           |
| Melipona       | Michmelia  | Melipona (Michmelia) boliviana                            | Melipona (Michmelia) boliviana |                                                                                    |                     |                           |
| Melipona       | Michmelia  | Melipona (Michmelia) capixaba                             | uruçu-capixaba, uruçu-negra, uruçu-preta, pé-de-pau |                                                                                    | EN B1ab(i, ii, iii) | Moure & Camargo, 1994     |
| Melipona       | Michmelia  | Melipona (Michmelia) colimana                             | Melipona (Michmelia) colimana |                                                                                    |                     |                           |
| Melipona       | Michmelia  | Melipona (Michmelia) eburnea                              | uruçu-beiço |                                                                                    | LC                  | Friese, 1900              |
| Melipona       | Michmelia  | Melipona (Michmelia) eburnea fuscopilosa                  | uruçu-caboclo |                                                                                    | NE                  |                           |
| Melipona       | Michmelia  | Melipona (Michmelia) fasciata                             | Melipona (Michmelia) fasciata |                                                                                    |                     | Latreille, 2008           |
| Melipona       | Michmelia  | Melipona (Michmelia) fuscopilosa                          | uruçú-roxa |                                                                                    | LC                  | Moure & Kerr, 1950        |
| Melipona       | Michmelia  | Melipona (Michmelia) indecisa                             | Melipona (Michmelia) indecisa |                                                                                    |                     |                           |
| Melipona       | Michmelia  | Melipona (Michmelia) lateralis                            | pinto-de-velho, nariz-de-anta |                                                                                    | LC                  | Erichson, 1848            |
| Melipona       | Michmelia  | Melipona (Michmelia) mimetica                             | Melipona (Michmelia) mimetica |                                                                                    |                     |                           |
| Melipona       | Michmelia  | Melipona (Michmelia) panamica                             | Melipona (Michmelia) panamica |                                                                                    |                     |                           |
| Melipona       | Michmelia  | Melipona (Michmelia) scutellaris                          | uruçu, uruçu-nordestina, uruçu-verdadeira |                                                                                    | EN B2ab(i, ii, iii) | Latreille, 1811           |
| Melipona       | Michmelia  | Melipona (Michmelia) seminigra                            | uruçu-boca-de-renda, jandaíra-amarela |                                                                                    | LC                  | Friese, 1903              |
| Melipona       | Michmelia  | Melipona (Michmelia) seminigra abunensis                  | Melipona (Michmelia) seminigra abunensis |                                                                                    |                     |                           |
| Melipona       | Michmelia  | Melipona (Michmelia) seminigra merrillae                  | uruçu-boca-de-renda, jupará-grande |                                                                                    | NE                  |                           |
| Melipona       | Michmelia  | Melipona (Michmelia) seminigra pernigra                   | boca-de-renda-perna-preta |                                                                                    | NE                  |                           |
| Melipona       | Michmelia  | Melipona (Michmelia) seminigra seminigra                  | uruçu-boca-de-renda, jandaíra-amarela |                                                                                    | NE                  | Friese, 1903              |
| Melipona       | Michmelia  | Melipona (Michmelia) solani                               | Melipona (Michmelia) solani |                                                                                    |                     |                           |
| Melipona       | Michmelia  | Melipona (Michmelia) trinitatis                           | Melipona (Michmelia) trinitatis |                                                                                    |                     |                           |
| Melipona       | Michmelia  | Melipona (Michmelia) seminigra picea (Incertae sedis)     | Melipona |                                                                                    |                     |                           |
| Melipona       | Michmelia  | Melipona (Michmelia) fuliginosa                           | manduri-preto, uruçu, uruçu-boi, erereú-negra, turuçu, mel-de-anta, turuçu, Colômbia---reréu-negra, jandaira-amarela-amazonense | AC, AP, AM, BA, ES, GO, MA, MT, PA, PI, RO, RR, SP                                 | LC                  | Lepeletier, 1836          |
| Melipona       | Michmelia  | Melipona (Michmelia) fallax                               | Melipona (Michmelia) fallax |                                                                                    |                     |                           |
| Melipona       | Michmelia  | Melipona (Michmelia) titania                              | Melipona (Michmelia) titania | AM                                                                                 | LC                  | Gribodo, 1893             |
| Melipona       | Michmelia  | Melipona (Michmelia) melanoventer                         | Melipona (Michmelia) melanoventer | AC, AM, MA, MT, PA, RO                                                             | LC                  | Schwarz, 1932             |
| Melipona       | Michmelia  | Melipona (Michmelia) crinita                              | jandaíra-amarela, uruçú-amarela-avermelhada | AC, AM, RO                                                                         | LC                  | Moure & Kerr, 1950        |
| Melipona       | Michmelia  | Melipona (Michmelia) illota                               | Melipona (Michmelia) illota |                                                                                    |                     |                           |
| Melipona       | Michmelia  | Melipona (Michmelia) nebulosa                             | jurupara-vermelha | AC, AM, PA                                                                         | LC                  | Camargo, 1988             |
| Melipona       | Michmelia  | Melipona (Michmelia) nigrescens                           | Melipona (Michmelia) nigrescens |                                                                                    |                     |                           |
| Melipona       | Michmelia  | Melipona (Michmelia) rufescens                            | Melipona (Michmelia) rufescens |                                                                                    |                     |                           |
| Melipona       | Michmelia  | Melipona (Michmelia) rufiventris                          | uruçu-amarela, tuiuva, tujuba, bugia | BA, GO, MT, MS, MG, PI, SP, TO                                                     | EN B2ab(i, ii, iii) | Lepeletier, 1836          |
| Melipona       | Michmelia  | Melipona (Michmelia) brachychaeta                         | rufiventris | AC, MT, RO                                                                         | LC                  | Moure, 1950               |
| Melipona       | Michmelia  | Melipona (Michmelia) captiosa                             | Melipona (Michmelia) captiosa | AC, AP, AM                                                                         | LC                  | Moure, 1962               |
| Melipona       | Michmelia  | Melipona (Michmelia) cramptoni                            | Melipona (Michmelia) cramptoni | RR                                                                                 | NE                  |                           |
| Melipona       | Michmelia  | Melipona (Michmelia) dubia                                | guaraipo-amarela, uruçu-amarela, tuiuva, tujuba, bugia | AC, AM, RO                                                                         | EN B2ab(i, ii, iii) | Moure & Kerr, 1950        |
| Melipona       | Michmelia  | Melipona (Michmelia) flavolineata                         | uruçú-vermelha, uruçú-amarela, jandaira-laranja | CE, MA, PA, TO                                                                     | LC                  | Friese, 1900              |
| Melipona       | Michmelia  | Melipona (Michmelia) fulva                                | Melipona (Michmelia) fulva | AP, AM, PA, RR                                                                     | LC                  | Lepeletier, 1836          |
| Melipona       | Michmelia  | Melipona (Michmelia) mondury                              | mondury, bugia, tujuba, uruçu-amarela | BA, ES, MG, PR, RS, RJ, SC, SP                                                     | DD                  | Smith, 1863               |
| Melipona       | Michmelia  | Melipona (Michmelia) paraensis                            | uruçu-boca-de-ralo, uruçu-amarela, tuiuva, tujuba, bugia | AP, AM, PA                                                                         | LC                  |                           |
| Melipona       | Michmelia  | Melipona (Michmelia) (Incertae sedis) rufiventris xantina | Melipona (Michmelia) (Incertae sedis) rufiventris xantina |                                                                                    |                     |                           |
| Melipona       |            | Melipona cripta                                           | jandaíra |                                                                                    | NE                  |                           |
| Melipona       | Michmelia  | Melipona (Michmelia) nitidifrons (Unplaced Species)       | Melipona |                                                                                    |                     |                           |
| Mourella       |            | Mourella caerulea                                         | bieira, mirim-do-chão | PR, RS, SC                                                                         | LC                  | Friese, 1900              |
| Nannotrigona   |            | Nannotrigona chapadana                                    | iraí | GO, MT                                                                             | LC                  | Schwarz, 1938             |
| Nannotrigona   |            | Nannotrigona dutrae                                       | Nannotrigona dutrae | PA                                                                                 | DD                  | Friese, 1901              |
| Nannotrigona   |            | Nannotrigona melanocera                                   | Nannotrigona melanocera | AC, AM, RO                                                                         | LC                  | Schwarz, 1938             |
| Nannotrigona   |            | Nannotrigona minuta                                       | Nannotrigona minuta | BR                                                                                 | NE                  |                           |
| Nannotrigona   |            | Nannotrigona punctata                                     | Nannotrigona punctata | AP, PA                                                                             | LC                  | Smith, 1854               |
| Nannotrigona   |            | Nannotrigona schultzei                                    | Nannotrigona schultzei | AP, AM, PA                                                                         | LC                  | Friese, 1901              |
| Nannotrigona   |            | Nannotrigona testaceicornis                               | iraí | BA, ES, GO, MS, MG, PR, RS, RJ, SC, SP                                             | LC                  | Lepeletier, 1836          |
| Odontotrigona  |            | Odontotrigona haematoptera                                | Odontotrigona haematoptera |                                                                                    |                     |                           |
| Oxytrigona     |            | Oxytrigona flaveola                                       | Oxytrigona flaveola | ES                                                                                 | NE                  |                           |
| Oxytrigona     |            | Oxytrigona ignis                                          | Oxytrigona ignis | AM, MA, PA                                                                         | LC                  | Camargo, 1984             |
| Oxytrigona     |            | Oxytrigona mulfordi                                       | Oxytrigona mulfordi | AC, RO                                                                             | LC                  | Schwarz, 1948             |
| Oxytrigona     |            | Oxytrigona obscura                                        | sicaé-negra | AP, AM, PA, RO                                                                     | LC                  | Friese, 1900              |
| Oxytrigona     |            | Oxytrigona tataira                                        | tataíra, cospe-fogo, caga-fogo, cagafogo, barra-fogo, botafogo, eitátá, ei-tata, eirá-tatá, atura, kangàrà-krá-kamrek | BA, ES, MS, MG, PR, RJ, SC, SP                                                     | LC                  | Smith, 1863               |
| Paratrigona    |            | Paratrigona catabolonota                                  | Paratrigona catabolonota | AM                                                                                 | LC                  | Camargo & Moure, 1994     |
| Paratrigona    |            | Paratrigona compsa                                        | Paratrigona compsa | AM                                                                                 | LC                  | Camargo & Moure, 1994     |
| Paratrigona    |            | Paratrigona crassicornis                                  | Paratrigona crassicornis | PA                                                                                 | DD                  | Camargo & Moure, 1994     |
| Paratrigona    |            | Paratrigona euxanthospila                                 | Paratrigona euxanthospila | AM                                                                                 | NE                  |                           |
| Paratrigona    |            | Paratrigona haeckeli                                      | Paratrigona haeckeli | MT, PA, RO                                                                         | LC                  | Friese, 1900              |
| Paratrigona    |            | Paratrigona incerta                                       | Paratrigona incerta | MG, PB                                                                             | NE                  |                           |
| Paratrigona    |            | Paratrigona lineata                                       | mirim-da-terra, jataí-da-terra | BA, CE, GO, MA, MT, MG, PR, PB, PA, PI, SP                                         | LC                  | Lepeletier, 1836          |
| Paratrigona    |            | Paratrigona lineatifrons                                  | Paratrigona lineatifrons | AM, PA                                                                             | LC                  | Schwarz, 1938             |
| Paratrigona    |            | Paratrigona melanaspis                                    | Paratrigona melanaspis | AM                                                                                 | LC                  | Camargo & Moure, 1994     |
| Paratrigona    |            | Paratrigona myrmecophila                                  | Paratrigona myrmecophila | RO                                                                                 | DD                  | Moure, 1989               |
| Paratrigona    |            | Paratrigona nuda                                          | Paratrigona nuda |                                                                                    | LC                  | Schwarz, 1943             |
| Paratrigona    |            | Paratrigona pacifica                                      | Paratrigona pacifica | AC, RO                                                                             | LC                  | Schwarz, 1943             |
| Paratrigona    |            | Paratrigona pannosa                                       | Paratrigona pannosa | AP, AM, PA                                                                         | LC                  | Moure, 1989               |
| Paratrigona    |            | Paratrigona peltata                                       | Paratrigona peltata | MA, PA                                                                             | LC                  | Spinola, 1853             |
| Paratrigona    |            | Paratrigona prosopiformis                                 | Paratrigona prosopiformis | AC, AM, PA, RO                                                                     | LC                  | Gribodo, 1893             |
| Paratrigona    |            | Paratrigona subnuda                                       | jataí-da-terra, mirim-sem-brilho | BA, MG, PR, RS, RJ, SC, SP                                                         | LC                  | Moure, 1947               |
| Partamona      |            | Partamona ailyae                                          | cupira | AC, AM, CE, GO, MA, MT, MS, MG, PA, PI, RO, SP, TO                                 | LC                  | Camargo, 1980             |
| Partamona      |            | Partamona auripennis                                      | Partamona auripennis | AP, AM, PA                                                                         | LC                  | Pedro & Camargo, 2003     |
| Partamona      |            | Partamona batesi                                          | Partamona batesi | AC, AM, RO                                                                         | LC                  | Pedro & Camargo, 2003     |
| Partamona      |            | Partamona chapadicola                                     | boca-de-barro | MA, PA, PE, PI, TO                                                                 | LC                  | Pedro & Camargo, 2003     |
| Partamona      |            | Partamona combinata                                       | ngài-kàk-ñy, myre-ti, hasî-mane-bakuki | AC, DF, GO, MA, MT, MS, MG, PA, RO, SP, TO                                         | LC                  | Pedro & Camargo, 2003     |
| Partamona      |            | Partamona criptica                                        | Partamona criptica | ES, MG, RJ, SP                                                                     | DD                  | Pedro & Camargo, 2003     |
| Partamona      |            | Partamona cupira                                          | cupira-preta, cupira, boca-de-sapo, cu-de-vaca | DF, GO, MS, MG, SP                                                                 | LC                  | Smith, 1863               |
| Partamona      |            | Partamona epiphytophila                                   | Partamona epiphytophila | AC, AM                                                                             | LC                  | Pedro & Camargo, 2003     |
| Partamona      |            | Partamona ferreirai                                       | Partamona ferreirai | AP, AM, PA, RR                                                                     | LC                  | Pedro & Camargo, 2003     |
| Partamona      |            | Partamona gregaria                                        | Partamona gregaria | AM, PA                                                                             | LC                  | Pedro & Camargo, 2003     |
| Partamona      |            | Partamona helleri                                         | boca-de-sapo | BA, ES, MG, PR, RJ, SC, SP                                                         | LC                  | Friese, 1900              |
| Partamona      |            | Partamona littoralis                                      | cupira-paraibana | PB, RN                                                                             | EN B1ab(i, ii, iii) | Pedro & Camargo, 2003     |
| Partamona      |            | Partamona mourei                                          | Partamona mourei | AM, PA, RR                                                                         | LC                  | Camargo, 1980             |
| Partamona      |            | Partamona mulata                                          | Partamona mulata | MT, MS                                                                             | LC                  | Moure in Camargo, 1980    |
| Partamona      |            | Partamona nhambiquara                                     | cupira | GO, MT, PA, RO                                                                     | LC                  | Pedro & Camargo, 2003     |
| Partamona      |            | Partamona nigrior                                         | Partamona nigrior | RR                                                                                 | LC                  | Cockerell, 1925           |
| Partamona      |            | Partamona pearsoni                                        | Partamona pearsoni | AP, AM, MA, PA                                                                     | LC                  | Schwarz, 1938             |
| Partamona      |            | Partamona rustica                                         | Partamona rustica | BA, MG                                                                             | LC                  | Pedro & Camargo, 2003     |
| Partamona      |            | Partamona seridoensis                                     | Partamona seridoensis | CE, MA, PB, PE, RN                                                                 | LC                  | Pedro & Camargo, 2003     |
| Partamona      |            | Partamona sooretamae                                      | Partamona sooretamae | BA, ES                                                                             | NT                  | Pedro & Camargo, 2003     |
| Partamona      |            | Partamona subtilis                                        | Partamona subtilis | AC                                                                                 | LC                  | Pedro & Camargo, 2003     |
| Partamona      |            | Partamona testacea                                        | Partamona testacea | AC, AP, AM, CE, MA, PA, RO                                                         | LC                  | Klug, 1807                |
| Partamona      |            | Partamona vicina                                          | cupira, kangàrà-kàk-ti | AC, AP, AM, MT, PA, RO, RR                                                         | LC                  | Camargo, 1980             |
| Partamona      |            | Partamona vitae                                           | Partamona vitae | AM                                                                                 | NE                  |                           |
| Plebeia        |            | Plebeia alvarengai                                        | Plebeia alvarengai | AM, MT, PA, RO                                                                     | LC                  | Moure, 1994               |
| Plebeia        |            | Plebeia catamarcensis                                     | Plebeia catamarcensis | MS, RS                                                                             | NE                  |                           |
| Plebeia        |            | Plebeia droryana                                          | mirim, mirim-droriana | BA, ES, MG, PR, PE, RS, RJ, SC, SP                                                 | LC                  | Friese, 1900              |
| Plebeia        |            | Plebeia emerina                                           | timirim, mirim-emerina | PR, RS, SC, SP                                                                     | LC                  | Friese, 1900              |
| Plebeia        |            | Plebeia flavocincta                                       | Plebeia flavocincta | BA, PB, PE, PI                                                                     | DD                  | Cockerell, 1912           |
| Plebeia        |            | Plebeia grapiuna                                          | Plebeia grapiuna | BA                                                                                 | NE                  |                           |
| Plebeia        |            | Plebeia juliani                                           | Plebeia juliani | PR                                                                                 | NE                  |                           |
| Plebeia        |            | Plebeia lucii                                             | Plebeia lucii | ES, MG                                                                             | DD                  | Moure, 2004               |
| Plebeia        |            | Plebeia margaritae                                        | Plebeia margaritae | AM, MT, RO                                                                         | NE                  |                           |
| Plebeia        |            | Plebeia meridionalis                                      | Plebeia meridionalis | ES, MG, PR, RJ                                                                     | NE                  |                           |
| Plebeia        |            | Plebeia minima                                            | Plebeia minima | AC, AP, AM, MA, MT, PA                                                             | LC                  | Gribodo, 1893             |
| Plebeia        |            | Plebeia mosquito                                          | Plebeia mosquito | MG, RJ                                                                             | DD                  | Smith, 1863               |
| Plebeia        |            | Plebeia nigriceps                                         | mirim-negra | PR, RS, SC, SP                                                                     | LC                  | Friese, 1901              |
| Plebeia        |            | Plebeia phrynostoma                                       | Plebeia phrynostoma | ES, MG                                                                             | LC                  | Moure, 2004               |
| Plebeia        |            | Plebeia poecilochroa                                      | Plebeia poecilochroa | BA, ES, MG, PE                                                                     | DD                  | Moure & Camargo, 1993     |
| Plebeia        |            | Plebeia pugnax                                            | mirim-ponta-de-arvore, mirim-guerreira |                                                                                    | NE                  | Moure, 1994               |
| Plebeia        |            | Plebeia remota                                            | mirim-guaçú | ES, MG, PR, RS, SC, SP                                                             | LC                  | Holmberg, 1903            |
| Plebeia        |            | Plebeia remota rufis                                      | mirim-guaçú-amarela |                                                                                    | NE                  | Holmberg, 1903            |
| Plebeia        |            | Plebeia saiqui                                            | saiqui, jatí, mosquito, mirim-saiqui | MG, PR, RS, RJ, SC, SP                                                             | LC                  | Friese, 1900              |
| Plebeia        |            | Plebeia variicolor                                        | Plebeia variicolor | AM, PA, RO                                                                         | NE                  |                           |
| Plebeia        |            | Plebeia wittmanni                                         | Plebeia wittmanni | RS                                                                                 | DD                  | Moure & Camargo, 1989     |
| Ptilotrigona   |            | Ptilotrigona lurida                                       | aramá, araman, borá-boi, borá-cavalo, borá, tataíra-grande, abelha-piranha, moça-branca | AC, AP, AM, MA, MT, PA, RO, RR                                                     | LC                  | Smith, 1854               |
| Ptilotrigona   |            | Ptilotrigona perenae                                      | Ptilotrigona perenae | AC, AM                                                                             | LC                  | Schwarz, 1943             |
| Scaptotrigona  |            | Scaptotrigona affabra                                     | Scaptotrigona affabra | PA, RO                                                                             | LC                  | Moure, 1989               |
| Scaptotrigona  |            | Scaptotrigona bipunctata                                  | tubuna, canudo, tubuna, tapesuá | AC, CE, MA, MG, PR, PA, RS, RJ, SC                                                 | LC                  | Lepeletier, 1836          |
| Scaptotrigona  |            | Scaptotrigona depilis                                     | canudo, tubiba, torce-cabelos, tombuna, mandaguay, tapezuà, mandaguari | MS, MG, PR, RS, SP                                                                 | LC                  | Moure, 1942               |
| Scaptotrigona  |            | Scaptotrigona fulvicutis                                  | Scaptotrigona fulvicutis | AP, AM                                                                             | LC                  | Moure, 1964               |
| Scaptotrigona  |            | Scaptotrigona nigrohirta                                  | canudo |                                                                                    | NE                  |                           |
| Scaptotrigona  |            | Scaptotrigona polysticta                                  | benjoi, benjoim, sanharão-porco, bijui, mijui, bijui, bui-kaiaki, abelha-canudão, imrê-ti | AC, GO, MA, MT, MG, PA, PI, RO, SP, TO                                             | LC                  | Moure, 1950               |
| Scaptotrigona  |            | Scaptotrigona postica                                     | mandaguari, tibuna, timba-amarela | BA, CE, GO, MA, MT, MS, MG, PA, PE, PI, SP, TO                                     | DD                  | Latreille, 1807           |
| Scaptotrigona  |            | Scaptotrigona tricolorata                                 | Scaptotrigona tricolorata | AM, MT, RO                                                                         |                     |                           |
| Scaptotrigona  |            | Scaptotrigona tubiba                                      | tubiba, tapiaçú, tubi, tubim, tapissuá, tubi-bravo, boca-rasa, tuibá | AP, BA, CE, MA, MG, PA, PE, PI, RJ, SE, SP                                         | DD                  | Smith, 1863               |
| Scaptotrigona  |            | Scaptotrigona xanthotricha                                | mandaguari-amarela, trompeta, mandaguari-amarelo, tujumirim, mandagoari, abelha-fedente | BA, ES, MG, PR, RJ, SC, SP                                                         | LC                  | Moure, 1950               |
| Scaura         |            | Gênero:Scaura/                                            | Scaura/ |                                                                                    |                     |                           |
| Scaura         |            | Scaura atlantica                                          | Scaura atlantica | BA, ES, MG                                                                         | LC                  | Melo, 2004                |
| Scaura         |            | Scaura latitarsis                                         | jataí-negra, pegoncito, sharabata, txashkû-mexupa | AC, AP, AM, CE, MT, MG, PR, PA, RJ, RO, SP                                         | LC                  | Friese, 1900              |
| Scaura         |            | Scaura longula                                            | jataí-preta, ramichi-negra-grande, mehnô-rã-tyk | AP, AM, BA, GO, MA, MT, MG, PA, SP                                                 | LC                  | Lepeletier, 1836          |
| Scaura         |            | Scaura tenuis                                             | ramichi-negra | AM, MT, PA                                                                         | LC                  | Ducke, 1916               |
| Schwarziana    |            | Gênero:Schwarziana/                                       | Schwarziana/ |                                                                                    |                     |                           |
| Schwarziana    |            | Schwarziana mourei                                        | Schwarziana mourei | GO, MS, MG, TO                                                                     | NE                  |                           |
| Schwarziana    |            | Schwarziana quadripunctata                                | guiruçú, iruçu, mel-do-chão, abelha-mulata, guiruçu, mulatinha, abelha-do-chão, papaterra, irussú-mineiro, irussú-do-chão, eira-ihvihgwih, doncellita, señorita, mombuca-mirim, mombuquinha | BA, ES, GO, MG, PR, RS, RJ, SC, SP                                                 | LC                  | Lepeletier, 1836          |
| Schwarzula     |            | Gênero:Schwarzula/                                        | Schwarzula/ |                                                                                    |                     |                           |
| Schwarzula     |            | Schwarzula coccidophila                                   | Schwarzula coccidophila | AC, AM, PA, RO                                                                     | LC                  | Camargo & Pedro, 2002     |
| Schwarzula     |            | Schwarzula timida                                         | lambe-olhos, frecheira, mosquito-do-ouvido | AC, AM, MT, MS, MG, PA, RO, SP                                                     | LC                  | Silvestri, 1902           |
| Tetragona      |            | Gênero:Tetragona/                                         | Tetragona/ |                                                                                    |                     |                           |
| Tetragona      |            | Tetragona beebei                                          | Tetragona beebei |                                                                                    | LC                  | Schwarz, 1938             |
| Tetragona      |            | Tetragona clavipes                                        | borá, vorá, vamos-embora, voraz, i-kàikà | AC, AP, AM, BA, ES, GO, MA, MT, MS, MG, PR, PA, PI, RS, RJ, SC, SP                 | LC                  | Fabricius, 1804           |
| Tetragona      |            | Tetragona dorsalis                                        | borá-bico-de-vidro, tôtn-my, tôtn-my're | AP, AM, CE, MA, MT, PA, TO                                                         | LC                  | Smith, 1854               |
| Tetragona      |            | Tetragona essequiboensis                                  | Tetragona essequiboensis | AM, RO                                                                             | LC                  | Schwarz, 1940             |
| Tetragona      |            | Tetragona goettei                                         | mehr-xi-we'i, tataíra-pequena, shawa-puiki-buná | AC, AM, MT, PA, RO                                                                 | LC                  | Friese, 1900              |
| Tetragona      |            | Tetragona handlirschii                                    | Tetragona handlirschii | AP, AM, PA                                                                         | LC                  | Friese, 1900              |
| Tetragona      |            | Tetragona kaieteurensis                                   | Tetragona kaieteurensis | AM, PA                                                                             | LC                  | Schwarz, 1938             |
| Tetragona      |            | Tetragona quadrangula                                     | borá, borá-de-chão, vorá, menire-udja | GO, MA, MT, PA, SP, TO                                                             | LC                  | Lepeletier, 1836          |
| Tetragona      |            | Tetragona truncata                                        | Tetragona truncata |                                                                                    | LC                  | Moure, 1971               |
| Tetragonisca   |            | Tetragonisca angustula angustula                          | jataí, jatí, alemãozinha, maria-seca, virginitas, virgencitas, angelitas, abelhas-ouro, mariita, mariola, jatai-verdadeira, españolita, ingleses, mosquitinha-verdadeira, my-krwàt, jimerito, ramichi-amarilla, moça-branca, jatahy-amarello, trez-portas, jatihy, jatai-piqueno, jatay, jaty, jatahy, mosquito-amarelo | AP, AM, BA, CE, ES, GO, MA, MT, MS, MG, PR, PB, PA, PE, RS, RJ, RR, SC, SP         | LC                  | Latreille, 1811           |
| Tetragonisca   |            | Tetragonisca angustula fiebrigii                          | jatí, yatei, yatai, yateí, jateí, abelhas-ouro, jataí-do-sul | MT, MS, PR, RS, SP                                                                 | NE                  |                           |
| Tetragonisca   |            | Tetragonisca iridipennis                                  | Tetragonisca iridipennis |                                                                                    |                     |                           |
| Tetragonisca   |            | Tetragonisca weyrauchi                                    | jataí-acreana, pusebûki | AC, MT, RO                                                                         | LC                  | Schwarz, 1943             |
| Tetragonisca   |            | Tetragonisca buchwaldi                                    | Tetragonisca buchwaldi |                                                                                    | NE                  |                           |
| Trichotrigona  |            | Trichotrigona extranea                                    | Trichotrigona extranea | AM                                                                                 | LC                  | Camargo & Moure, 1983     |
| Trigona        |            | Trigona albipennis                                        | Trigona albipennis | AC, AM, MT, PA, RO                                                                 | LC                  | Almeida, 1995             |
| Trigona        |            | Trigona amalthea                                          | jandaíra-preta, sanharão-preta, abejona, pegone, morrocuje-negro, cabezunga, pozo-de-tacú | AM, MT, RO                                                                         | LC                  | Olivier, 1789             |
| Trigona        |            | Trigona amazonensis                                       | xupé-grande, xupé-mangangá, mangangá, txashku-buiki, arapuá-preto-médio, abelha-cu-de-vaca, nawa-bakû, ku-krãi-ti, abeja-arambaso, amo, corta-pelo | AC, AM, MT, PA, RO, TO                                                             | LC                  | Ducke, 1916               |
| Trigona        |            | Trigona branneri                                          | guaxupé, corta-cabelo, arapuá, irapuá, pegon, mehñy-tyk, nawa-bakû, topoé-negra, mbulo-oni, kankantii-oni | AM, GO, MA, MT, PA, RO, TO                                                         | LC                  | Cockerell, 1912           |
| Trigona        |            | Trigona chanchamayoensis                                  | arapuá-amarela-menor, cupira, imrê-ti-re | AC, AM, MT, PA, RO                                                                 | LC                  | Schwarz, 1948             |
| Trigona        |            | Trigona cilipes                                           | angelita, buhnide, mehnôrá-kamrek | AC, AP, AM, GO, MT, PA, RO, RR                                                     | LC                  | Fabricius, 1804           |
| Trigona        |            | Trigona crassipes                                         | aramá, sombra-de-sucha, fisi-wasi-wasi-oni | AP, AM, MT, PA, RO                                                                 | LC                  | Fabricius, 1793           |
| Trigona        |            | Trigona dallatorreana                                     | kukraire, tu, sicae-amarilla-chica | AP, AM, MA, MT, PA, RO, TO                                                         | LC                  | Friese, 1900              |
| Trigona        |            | Trigona dimidiata                                         | Trigona dimidiata | AM, MT, PA, RO                                                                     | LC                  | Smith, 1854               |
| Trigona        |            | Trigona guianae                                           | txashkû-taxipa, cu-de-vaca-vermelha, djô | AC, AP, AM, CE, MT, PB, PA, RO, TO                                                 | LC                  | Cockerell, 1910           |
| Trigona        |            | Trigona fulviventris                                      | bunda-de-vaca, abelha-cachorro |                                                                                    | NE                  | Guérin, 1835              |
| Trigona        |            | Trigona fuscipennis                                       | abelha-brava |                                                                                    | NE                  | Silveira et al., 2002     |
| Trigona        |            | Trigona hyalinata                                         | xupé ou guaxupé, abelha-brava, timba-preta, abelha-cachorro, arapuá | BA, DF, GO, MA, MT, MS, MG, PA, PI, SP, TO                                         | LC                  | Lepeletier, 1836          |
| Trigona        |            | Trigona hypogea                                           | mombuca-carniceira | AM, MA, MT, PA, SP                                                                 | LC                  | Silvestri, 1902           |
| Trigona        |            | Trigona lacteipennis                                      | sombra-de-sucha, mehnôrá-kamrek | AC, AM, GO, MT, PA, RO, RR                                                         | LC                  | Friese, 1900              |
| Trigona        |            | Trigona pallens                                           | olho-de-vidro, cutia-o-de-purga, colatakwa, tuu, myre, oloman-oni, lebi, redi-oni | AC, AP, AM, GO, MA, PA, RO, RR, TO                                                 | LC                  | Fabricius, 1798           |
| Trigona        |            | Trigona pellucida                                         | Trigona pellucida | MT, PA, RO                                                                         | LC                  | Cockerell, 1912           |
| Trigona        |            | Trigona recursa                                           | feiticeira, vamos-embôra, vamo-nos-embora, puka-kam-mehn | AC, AM, CE, GO, MA, MT, MG, PA, PI, RO, SP, TO                                     | LC                  | Smith, 1863               |
| Trigona        |            | Trigona sesquipedalis                                     | Trigona sesquipedalis |                                                                                    |                     |                           |
| Trigona        |            | Trigona silvestriana                                      | abelha-sanharó-e-sanharó |                                                                                    | NE                  | Vachal, 1908              |
| Trigona        |            | Trigona spinipes                                          | irapuã, irapuá, abelha-irapuá, abelha-irapuã, arapuá, arapuã, aripuá, irapuá, arapica, arapu, axupé, caapuã, cabapuã, cupira, urapuca, guaxupé, enrola-cabelo, torce-cabelo, mel-de-cachorro, abelha-de-cachorro-e-abelha-cachorro                                                                                      | AL, BA, CE, ES, GO, MA, MT, MS, MG, PR, PB, PA, PE, PI, RN, RS, RJ, SC, SE, SP, TO | NE                  | Fabricius, 1793           |
| Trigona        |            | Trigona truculenta                                        | sanharão, sanharó | AC, AP, AM, BA, GO, MA, MT, MS, MG, PA, RO, SP                                     | LC                  | Almeida, 1984             |
| Trigona        |            | Trigona williana                                          | kajawo-dawa | AC, AP, AM, MA, MT, PA, RO, RR                                                     | LC                  | Friese, 1900              |
| Trigona        |            | Trigona stigma                                            | Trigona stigma |                                                                                    |                     | Smith, 1854               |
| Trigonisca     |            | Trigonisca bidentata                                      | Trigonisca bidentata | RO                                                                                 | NE                  |                           |
| Trigonisca     |            | Trigonisca ceophloei                                      | Trigonisca ceophloei | AM                                                                                 | LC                  | Schwarz, 1938             |
| Trigonisca     |            | Trigonisca dobzhanskyi                                    | Trigonisca dobzhanskyi | AM, PA                                                                             | LC                  | Moure, 1950               |
| Trigonisca     |            | Trigonisca duckei                                         | lambe-olhos | AM, CE, MA, MT, PA, RR                                                             | NE                  |                           |
| Trigonisca     |            | Trigonisca extrema                                        | Trigonisca extrema | AM                                                                                 | NE                  |                           |
| Trigonisca     |            | Trigonisca flavicans                                      | Trigonisca flavicans | AM                                                                                 | LC                  | Moure, 1950               |
| Trigonisca     |            | Trigonisca fraissei                                       | Trigonisca fraissei | AM, MT, PA, RO                                                                     | NE                  |                           |
| Trigonisca     |            | Trigonisca graeffei                                       | Trigonisca graeffei | AM                                                                                 | NE                  |                           |
| Trigonisca     |            | Trigonisca hirticornis                                    | Trigonisca hirticornis | RO                                                                                 | NE                  |                           |
| Trigonisca     |            | Trigonisca intermedia                                     | Trigonisca intermedia | BA, ES, MT, MG, SP                                                                 | LC                  | Moure, 1990               |
| Trigonisca     |            | Trigonisca meridionalis                                   | abelha-meridional | MA, MT, MG, PA, SP                                                                 | NE                  | Moure, 1990               |
| Trigonisca     |            | Trigonisca nataliae                                       | Trigonisca nataliae | MA, MT, PA, RO                                                                     | LC                  | Moure, 1950               |
| Trigonisca     |            | Trigonisca pediculana                                     | Trigonisca pediculana | BA, CE, MA, PB                                                                     | LC                  | Fabricius, 1804           |
| Trigonisca     |            | Trigonisca unidentata                                     | Trigonisca unidentata | AM                                                                                 | NE                  |                           |
| Trigonisca     |            | Trigonisca variegatifrons                                 | Trigonisca variegatifrons | MT, PA, RO                                                                         | NE                  |                           |
| Trigonisca     |            | Trigonisca vitrifrons                                     | Trigonisca vitrifrons | AM, PA                                                                             | NE                  |                           |

## Lista de espécies utilizadas pelosKayapó
Lista de espécies utilizadas pelos Kayapó no Mato Grosso e Pará (Posey 1986):
| Nomes              | Nomes                    | Uso da Cera | Uso da Cera | Uso da Cera | Mel          | Mel        | Alimento       | Alimento      | Alimento     | Outros Usos  | Agressividade | Traços distintivos                                    |
| Nome Kayapó        | Nome científico          | utilitário  | cerimonial  | medicinal   | período      | quantidade | larvas comidas | pupas comidas | pólem comido | resina usada | Agressividade | Traços distintivos                                    |
| ------------------ | ------------------------ | ----------- | ----------- | ----------- | ------------ | ---------- | -------------- | ------------- | ------------ | ------------ | ------------- | ----------------------------------------------------- |
| (ngài-pêrê-ỳ)      | (Apis mellifera)         | Sim         |             |             | o ano todo   | muitíssimo |                |               | Sim          |              | muito         | mel coletado na lua nova                              |
| ngài-ñy-tỳk-ti     | Melipona seminigra       | Sim         | Sim         | Sim         | estação seca | médio      |                |               |              |              | médio         | partes da abelha utilizadas na magia da caça          |
| ngài-kumrenx       | Melipona rufiventris     | Sim         | Sim         | Sim         | o ano todo   | médio      |                |               |              |              |               | cera usada para mè-kutôn                              |
| ngài-re            | Melipona compressipes    | Sim         | Sim         | Sim         | o ano todo   | muito      |                |               |              |              |               | possui marcas como as da anta                         |
| ngài-kàk-ñy        | Partamona sp.            |             |             |             |              |            |                |               |              |              |               | cera utilizada na magia para debilitar o inimigo      |
| mykrwàt            | Frieseomelitta sp.       | Sim         | Sim         | Sim         | o ano todo   | médio      | Sim            | Sim           | Sim          |              |               |                                                       |
| udjỳ               | Trigona amalthea         |             |             |             | estação seca | médio      |                |               |              | Sim          |               | partes da abelha misturadas ao uruçu na magia da caça |
| kukraire           | Trigona dallatorreana    |             |             |             | o ano todo   | muito      |                |               | Sim          |              | pouco         | quebra-se a orla da colmeia e expele-se as abelhas    |
| mehnôrá-kamrek     | Trigona cilipes          |             |             | Sim         | o ano todo   | pouco      |                |               |              | Sim          |               | possui olhos miúdos como os da onça                   |
| mehnôrà-tỳk        | Scaura longula           |             |             | Sim         | o ano todo   | pouco      |                |               |              | Sim          |               | usada na magia da caça a onça                         |
| kangàrà-krá-kamrek | Oxytrigona tataira       | Sim         | Sim         | Sim         | o ano todo   | médio      | Sim            | Sim           | Sim          |              | muito         | árvore derrubada por inteiro para a retirada do mel   |
| kangàrà-krà-tỳk    | Oxytrigona sp.           | Sim         | Sim         | Sim         | o ano todo   | médio      | Sim            | Sim           | Sim          |              | médio         | abelha que causa bolhas na pele                       |
| kangàrà-udja-ti    | Oxytrigona sp.           | Sim         | Sim         | Sim         | o ano todo   | médio      | Sim            | Sim           | Sim          |              | muito         | abelhas utilizadas na magia da caça                   |
| kangàrà-ti         | Oxytrigona sp.           | Sim         | Sim         | Sim         | o ano todo   | médio      | Sim            | Sim           | Sim          |              | muito         | cera usada para mè-kutôn                              |
| mỳre               | Trigona pallens          | Sim         | Sim         | Sim         | o ano todo   | médio      |                |               |              |              | pouco         | às vezes derruba-se a árvore                          |
| ngôi-tênk          | Trigona sp.              |             | Sim         |             | o ano todo   | médio      |                |               |              |              |               | vive em ninhos de cupim                               |
| djô                | Trigona guianae          | Sim         | Sim         | Sim         | o ano todo   | pouco      |                |               |              |              |               | vive em montículos de cupim                           |
| imrê-ti-re         | Trigona chanchamayoensis |             |             |             | o ano todo   | pouco      | Sim            | Sim           | Sim          |              |               | vive em ninhos de formiga                             |
| kukoire-kà         | Partamona sp.            |             |             |             | o ano todo   | médio      |                |               |              |              | pouco         | colméias em ninhos de cupim                           |
| d'i                | Tetragona sp.            |             |             |             | estação seca | pouco      |                |               |              |              |               | mel muito ácido; a árvore é derrubada                 |
| tôn-mỳ             | Tetragona dorsalis       | Sim         | Sim         | Sim         | estação seca | médio      |                |               |              |              |               | derrubada da árvore para se retirar o mel             |
| ri                 | Tetragona sp.            | Sim         | Sim         | Sim         | o ano todo   | muito      |                |               |              | Sim          |               | abelha tida como "estúpida" e fraca                   |
| mehr-xi-we'i       | Tetragona goettei        | Sim         | Sim         | Sim         | o ano todo   | médio      |                |               |              |              |               | encontrada somente no Xingu                           |
| mènire-udgà        | Tetragona quadrangula    | Sim         | Sim         | Sim         | o ano todo   | médio      |                |               |              |              |               | abertura da colméia semelhante à da vagina            |
| mehnôdjành         | Frieseomelitta varia     |             |             |             | estação seca | pouco      |                |               |              | Sim          |               | fumaça da cera usada na cura                          |
| mehñy kamrek       | Trigona spinipes         | Sim         | Sim         | Sim         | estação seca | pouco      | Sim            | Sim           | Sim          |              | pouco         | cera queimada; a fumaça causa vertigem                |
| mehny-tyk          | Trigona branneri         | Sim         | Sim         | Sim         | estação seca | pouco      |                |               |              |              | pouco         |                                                       |
| pyka-kam           | Trigona fulviventris     | Sim         | Sim         | Sim         | estação seca | pouco      |                |               |              | Sim          | pouco         | abelha que deposita gotas de resina na pele           |

## Lista de espécies conhecidas pelosEnawene-Nawe
Lista de espécies conhecidas pelos Enawene-Nawe no Mato Grosso:
| Nome Enawene-Nawe    | Nome em português | Nome científico                                        |
| -------------------- | ----------------- | ------------------------------------------------------ |
| irikayti             | tu                | Trigona dallatorreana                                  |
| koretosero           | mandaçaia, uruçu  | Melipona quinquefasciata, Melipona seminigra abunensis |
|                      | -                 | Melipona schwarzi                                      |
|                      | -                 | Melipona illustris                                     |
| kayalakase           | borá              | Tetragona clavipes                                     |
| lorese               | tubuna            | Scaptotrigona sp., Scaptotrigona bipunctata            |
| yolotare ou loreseri | jatahy            | Tetragonisca angustula                                 |
| tahadodoya           | borá              | Tetragona goettei, Tetragona aff. dorsalis             |
| tahõhõ               | abelha-cachorro   | Trigona branneri                                       |
| waykywane            | mombuca           | Geotrigona mattogrossensis                             |
| buhnide              | -                 | Trigona cilipes pellucida                              |
| yamayriri            | sanharó           | Trigona truculenta                                     |
| kulata               | abelha-mirim      | Duckeola ghilianii                                     |
|                      | -                 | Frieseomelitta trichocerata                            |
|                      | -                 | Scaura latitarsis                                      |
|                      | abelha-mirim      | Plebeia sp.                                            |